# Hash Marihuana & Hemp Museum (Barcelona)

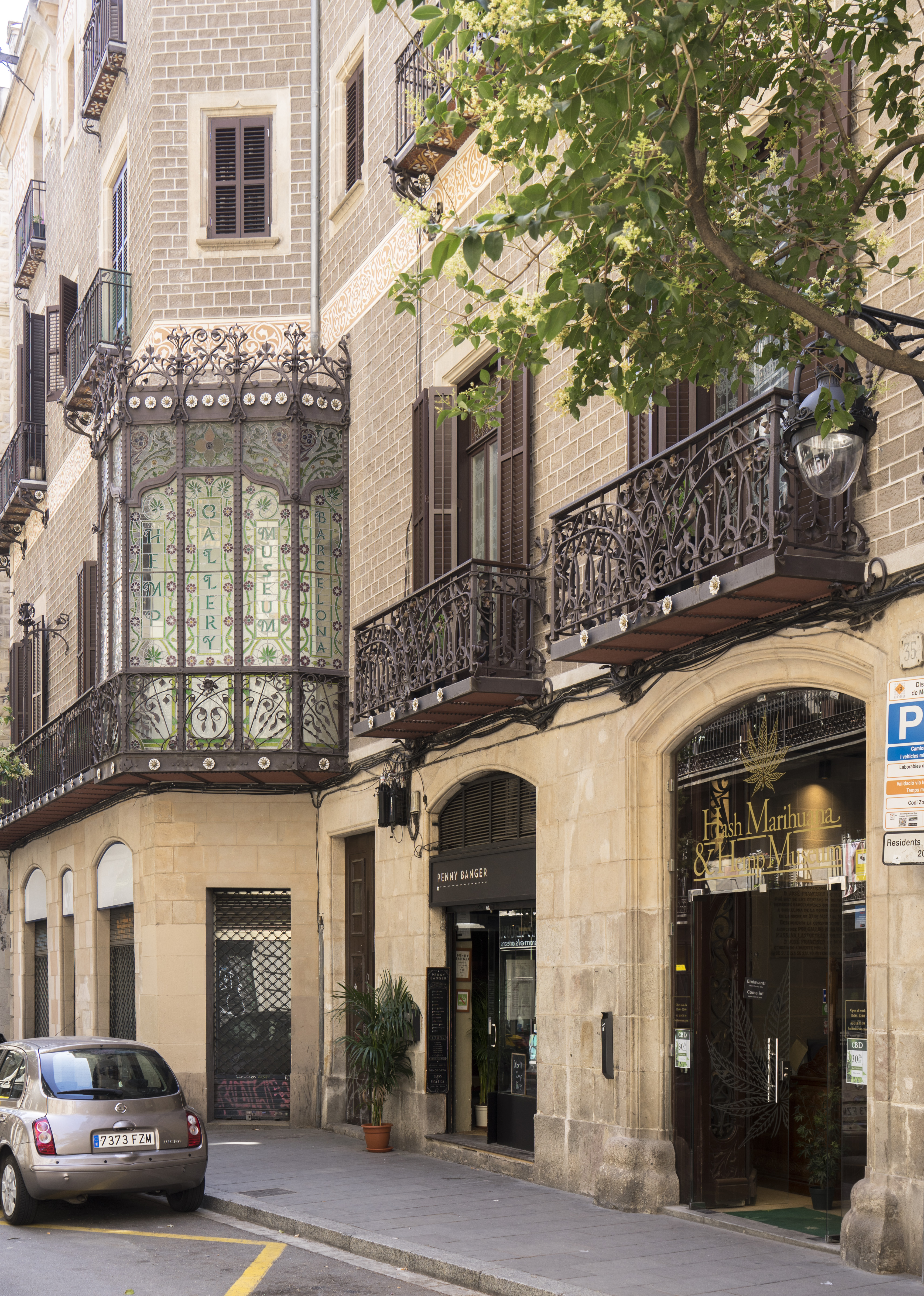
Gebäude des Hash Marihuana & Hemp Museum Barcelona

Das Hash Marihuana & Hemp Museum in Barcelona (Spanien) widmet sich der Hanfpflanze in all ihren Facetten. Es wurde am 9. Mai 2012 eröffnet.

## Gebäude
Das Museum ist im Palau Mornau untergebracht, im Gotischen Viertel von Barcelona in der Carrer Ample 35. Im späten 18. Jahrhundert kaufte und renovierte es Josep Francesc Mornau, Ehrenkommissär der königlichen Armee. Im frühen 20. Jahrhundert erbte Lluís de Nadal i Artós, Neffe des damaligen Bürgermeisters von Barcelona, den Palast und beauftragte den katalanischen Modernismus-Architekten Manuel Raspall, das Gebäude zu erweitern und zu renovieren. Dessen Renovierungsarbeiten werden u. a. durch die mit Kunststeinen besetzte Fassade, schmiedeeiserne Balkone mit Blumenmotiven und geschwungene Bleiglasfenster hervorgehoben. Die Säle wurden je im eigenen Dekor mit unterschiedlichen Fußböden, Decken, Fenstern, Wänden und Möbeln (nicht mehr zu sehen) eingerichtet, und zwar in den verschiedenen Stilen, die im frühen 20. Jahrhundert populär waren. Das Museum verfügt über eine Gesamtfläche von 482 Quadratmetern.
Das Gebäude steht unter Denkmalschutz (Kategorie B: Immobilien und Güter von lokalem Interesse).

## Überblick
1985 eröffnete Ben Dronkers das Hash Marihuana & Hemp Museum in Amsterdam, das erste Cannabis-Museum der Welt. Jahre später eröffnete er ein Schwestermuseum in Barcelona. Dort sind die Vergangenheit, Gegenwart und Zukunft der Cannabispflanze zu bewundern, wobei betont wird, dass Cannabis aufgrund seines medizinischen Nutzens das „Penizillin der Zukunft“ sein wird.

## Sammlung
Die Dauerausstellung umfasst mehr als 8.000 Exponate, die sich mit dem Thema Cannabis auseinandersetzen. Jeder Aspekt der Pflanze mit Bezug zur menschlichen Zivilisation ist hier in irgendeiner Weise vertreten: vom Anbau bis zum Verzehr und vom Heilungsritual des Altertums bis hin zur modernen Medizin.

## Galerie

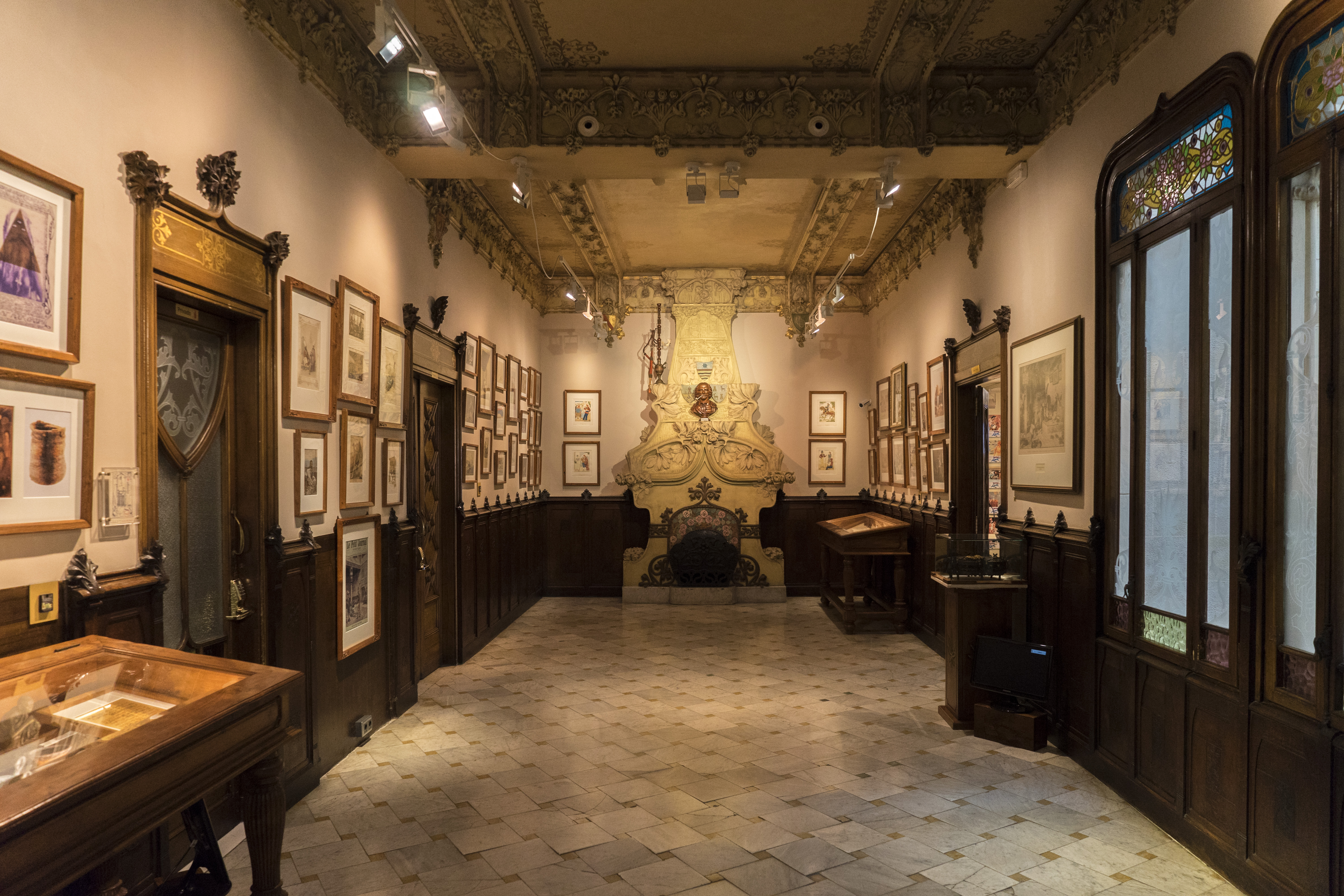
Raum für Geschichte
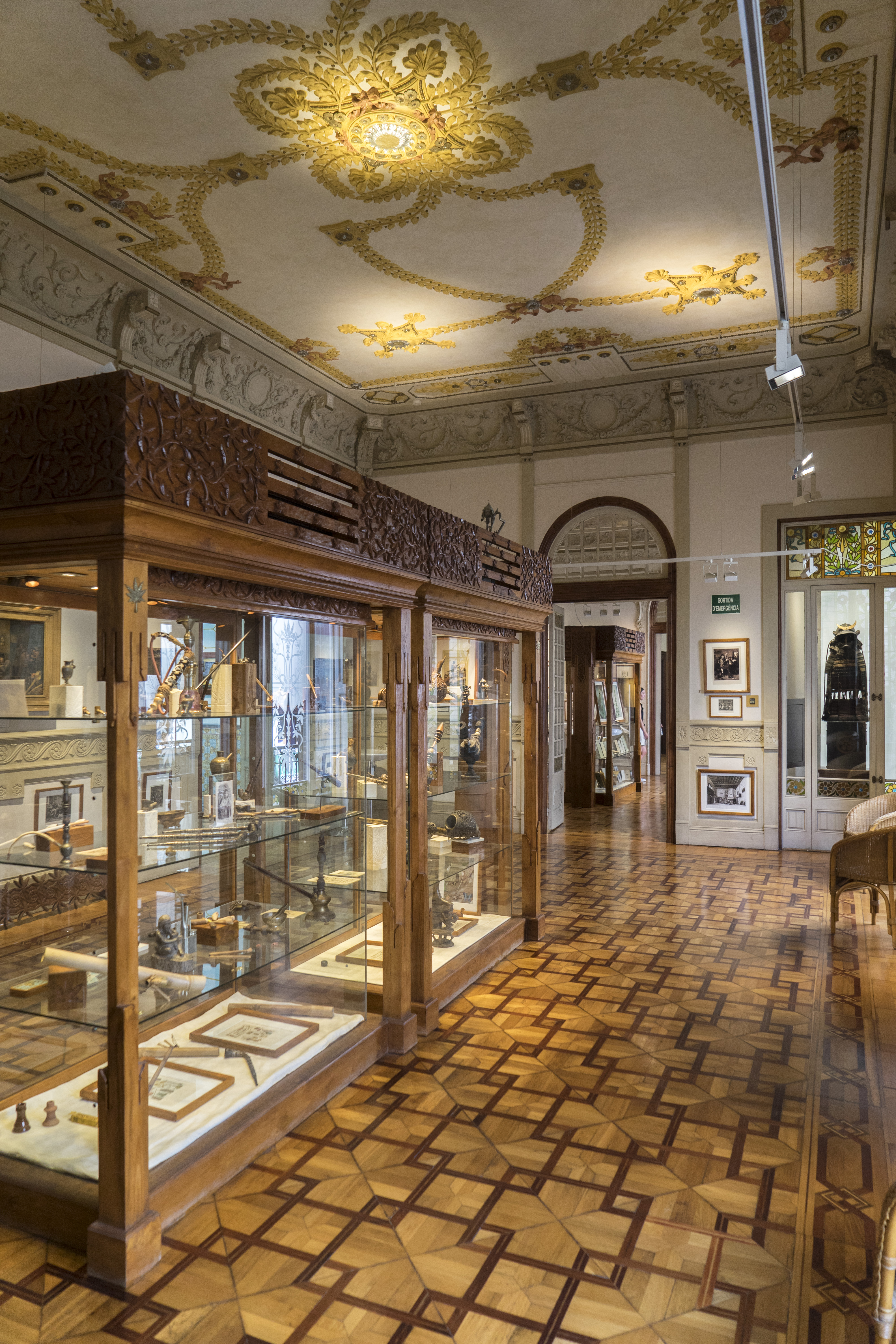
Raum für den Konsum von Cannabis
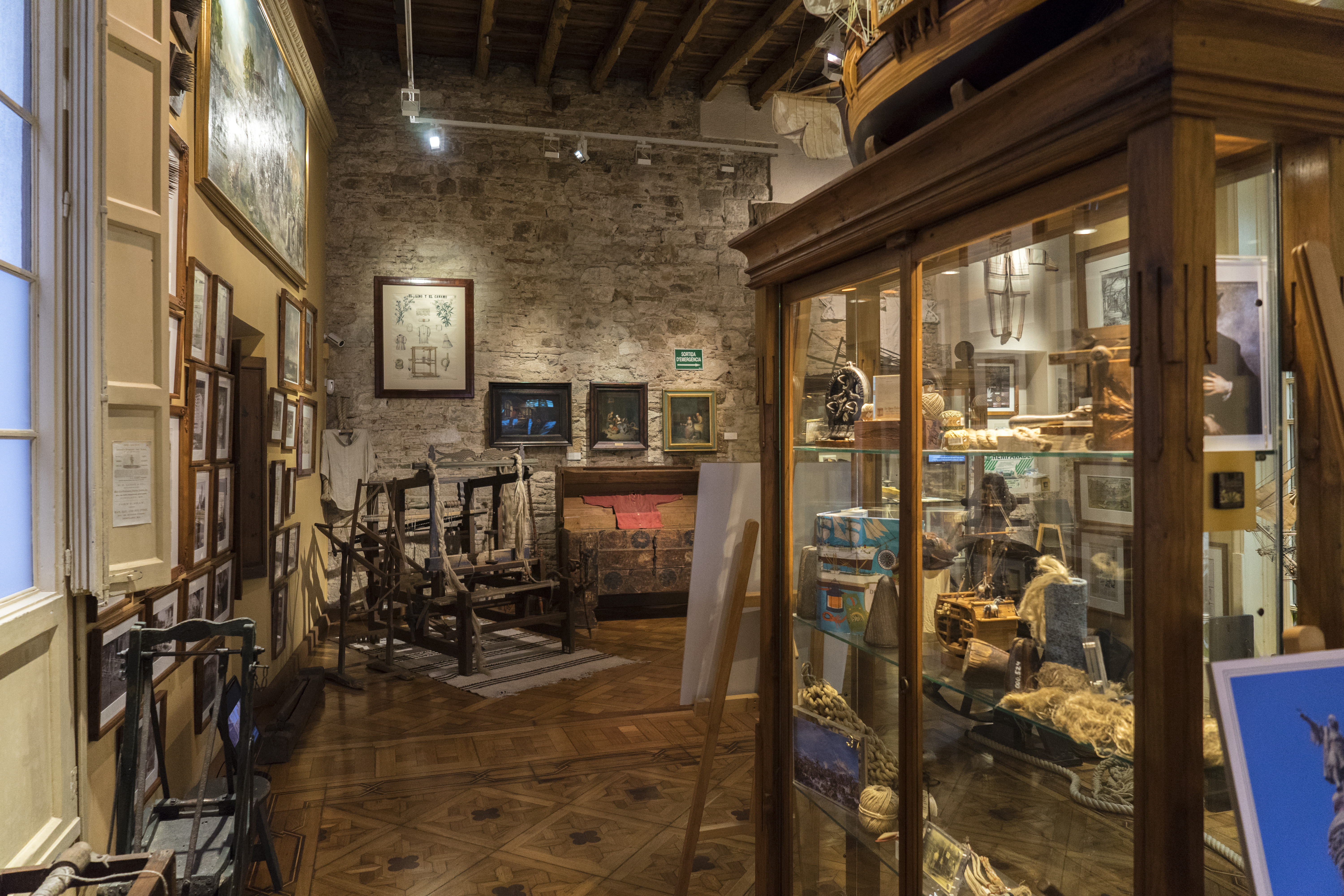
Raum für die industrielle Verarbeitung